# Georges-Kévin N'Koudou
Georges-Kévin N'Koudou Mbida (født 15. januar 1995) er en fransk-camerounsk fodboldspiller, der spiller som midtbanespiller for den saudiarabiske klub Damac og for Camerouns landshold.